# ازگی آثاراوغلو
ازگی آذراوغلو (ترکی استانبولی: Ezgi Asaroğlu؛ زادهٔ ۱۸ ژوئن ۱۹۸۷) هنرپیشه سینما و تلویزیون اهل کشور ترکیه است. وی از سال ۲۰۰۴ میلادی تاکنون مشغول فعالیت بوده‌است. از فیلم‌هایی که وی در آن نقش داشته است می‌توان به برای یک لحظه آزادی اشاره کرد.